# Anolis frenatus
Anolis frenatus este o specie de șopârle din genul Anolis, familia Polychrotidae, descrisă de Cope 1899. Conform Catalogue of Life specia Anolis frenatus nu are subspecii cunoscute.